# Festival Internacional de Cine de San Sebastián 2022
La 70.ª edición del Festival Internacional de Cine de San Sebastián se celebró del 16 al 24 de septiembre de 2022 en San Sebastián. La película colombiana Los reyes del mundo recibió la Concha de Oro.

## Jurado
Sección Oficial
- Glenn Close, actriz estadounidense (Presidenta del Jurado)[3]
- Antoinette Boulat, cineasta y directora de casting francesa
- Tea Lindeburg, cineasta danés
- Matías Mosteirín, productor argentino
- Rosa Montero, escritora española
- Lemohang Jeremiah Mosese, cineasta lesotense
- Hlynur Pálmason, director islandés

Premio Kutxabank-New Directors
- Alina Grigore, cineasta rumana (Presidente del Jurado)[3]
- Paolo Moretti, programador italiano
- Paula Arantzazu, crítica de cine española
- Selva Almada, escritora argentina
- Ashmita Guha, cineasta india

Premio Horizontes Latinos
- Giovanni Pompili, productor italiano (Presidente del Jurado)[3]
- Tatiana Huezo, cineasta salvadoreña
- Júlia Olmo, crítica de cine española

Premio Zabaltegi-Tabakalera
- Albertina Carri, directora, productora y guionista argentina (Presidente del Jurado)[3]
- Vanja Kaluđerčić, directora del Festival Internacional de Cine de Róterdam
- Manuel Calvo, productor y director español

Premio Irizar
- Ander Izagirre, periodista y escritor español (Presidente del Jurado)[3]
- Nerea Kortabitarte, escritora y comunicadora española
- Txema Muñoz, programador español

## Películas

### Selección oficial

#### En competición
Las 16 películas siguientes compitieron para el premio de la Concha de Oro a la mejor película:
Amarillo indica la película ganadora.
| Título en España                   | Título original                    | Director(es)      | País                |
| ---------------------------------- | ---------------------------------- | ----------------- | ------------------- |
| El suplente                        | El suplente                        | Diego Lerman      | Argentina           |
| Girasoles silvestres               | Girasoles silvestres               | Jaime Rosales     | España              |
| Great Yarmouth-Provisional Figures | Great Yarmouth-Provisional Figures | Marco Martins     | Reino Unido         |
| A Hundred Flowers                  | Hyakka                             | Genki Kawamura    | Japón               |
| Il Boemo                           | Il Boemo                           | Petr Václav       | República Checa     |
| La consagración de la primavera    | La consagración de la primavera    | Fernando Franco   | España              |
| La maternal                        | La maternal                        | Pilar Palomero    | España              |
| Le Lycéen                          | Le Lycéen                          | Christophe Honoré | Francia             |
| Los reyes del mundo                | Los reyes del mundo                | Laura Mora        | Colombia            |
| Pornomelancholia                   | Pornomelancholia                   | Manuel Abramovich | Argentina           |
| Forever                            | Resten af livet                    | Frelle Petersen   | Dinamarca           |
| Runner                             | Runner                             | Marian Mathias    | Estados Unidos      |
| Sparta                             | Sparta                             | Ulrich Seidl      | Australia           |
| Suro                               | Suro                               | Mikel Gurrea      | España              |
| The Wonder                         | The Wonder                         | Sebastián Lelio   | Reino Unido Irlanda |
| Walk Up                            | Walk Up                            | Hong Sang-soo     | Corea del Sur       |

#### Fuera de competición
Las películas siguientes fueron seleccionadas para ser exhibidas fuera de competición: 
| Título en España         | Título original          | Director(es)                                                                   | País    |
| ------------------------ | ------------------------ | ------------------------------------------------------------------------------ | ------- |
| Modelo 77                | Modelo 77                | Alberto Rodríguez                                                              | España  |
| Apagón                   | Apagón                   | Rodrigo Sorogoyen, Raúl Arévalo, Isa Campo, Alberto Rodríguez y Isaki Lacuesta | España  |
| El sostre groc           | El sostre groc           | Isabel Coixet                                                                  | España  |
| La (très) grande évasion | La (très) grande évasion | Yannick Kergoat                                                                | Francia |

#### Horizontes Latinos
El Premio Horizontes impulsa el conocimiento de los largometrajes producidos total o parcialmente en América Latina, dirigidos por cineastas de origen latino, o bien que tengan por marco o tema comunidades latinas del resto del mundo.
Amarillo indica la película ganadora.
| Título en España        | Título original         | Director(es)          | País              |
| ----------------------- | ----------------------- | --------------------- | ----------------- |
| Mi país imaginario      | Mi país imaginario      | Patricio Guzmán       | Chile             |
| La piel pulpo           | La piel pulpo           | Ana Cristina Barragán | Ecuador, México   |
| 1976                    | 1976                    | Manuela Martelli      | Chile             |
| Carbón                  | Carvão                  | Carolina Markowicz    | Brasil, Argentina |
| Dos estaciones          | Dos estaciones          | Juan Pablo González   | México            |
| El caso Padilla         | El caso Padilla         | Pavel Giroud          | España, Cuba      |
| La jauría               | La jauría               | Andrés Ramírez Pulido | Colombia          |
| Ruido                   | Ruido                   | Natalia Beristáin     | México            |
| Sublime                 | Sublime                 | Mariano Biasin        | Argentina         |
| Tengo sueños eléctricos | Tengo sueños eléctricos | Valentina Maurel      | Costa Rica        |
| Un varón                | Un varón                | Fabián Hernández      | Colombia          |
| Vicenta B.              | Vicenta B.              | Carlos Lechuga        | Cuba              |

### Secciones independientes

#### Perlas (Perlak)
Las películas proyectadas en esta sección son largometrajes inéditos en España, que han sido aclamados por la crítica y/o premiados en otros festivales internacionales. Estas fueron las películas seleccionadas para la sección:
| Título en España                                 | Título original                                  | Director(es)                | País                                   |
| ------------------------------------------------ | ------------------------------------------------ | --------------------------- | -------------------------------------- |
| Argentina, 1985                                  | Argentina, 1985                                  | Santiago Mitre              | Argentina, Estados Unidos              |
| As bestas                                        | As bestas                                        | Rodrigo Sorogoyen           | España, Francia                        |
| Bardo (o falsa crónica de unas cuantas verdades) | Bardo (o falsa crónica de unas cuantas verdades) | Alejandro González Iñárritu | México                                 |
| Broker                                           | Broker                                           | Hirokazu Kore-eda           | Corea del Sur                          |
| Corsage (La Emperatriz Rebelde)                  | Corsage                                          | Marie Kreutzer              | Austria, Francia, Alemania, Luxemburgo |
| No te preocupes, querida                         | Don't Worry Darling                              | Olivia Wilde                | Estados Unidos                         |
| En los márgenes                                  | En los márgenes                                  | Juan Diego Botto            | España, Bélgica                        |
| L'innocent                                       | L'innocent                                       | Louis Garrel                | Francia                                |
| Living                                           | Living                                           | Oliver Hermanus             | Reino Unido                            |
| Los renglones torcidos de Dios                   | Los renglones torcidos de Dios                   | Oriol Paulo                 | España                                 |
| Moonage Daydream                                 | Moonage Daydream                                 | Brett Morgen                | Estados Unidos                         |
| R.M.N.                                           | R.M.N.                                           | Cristian Mungiu             | Rumanía, Francia, Bélgica              |
| Peter Von Kant                                   | Peter Von Kant                                   | François Ozon               | Francia                                |
| Tori y Lokita                                    | Tori y Lokita                                    | Hermanos Dardenne           | Bélgica, Francia                       |
| El triángulo de la tristeza                      | Triangle of Sadness                              | Ruben Östlund               | Suecia                                 |
| Un año, una noche                                | Un año, una noche                                | Isaki Lacuesta              | España, Francia                        |
| One Fine Morning                                 | One Fine Morning                                 | Mia Hansen-Løve             | Francia                                |

#### New Directors
Esta sección agrupa los primeros o segundos largometrajes de sus cineastas, inéditos o que solo han sido estrenados en su país de producción y producidos en el último año. Estas fueron las películas seleccionadas para la sección:
Amarillo indica la película ganadora.
| Título en España                   | Título original                    | Director(es)                               | País                                                                |
| ---------------------------------- | ---------------------------------- | ------------------------------------------ | ------------------------------------------------------------------- |
| Jeong-sun                          | Jeong-sun                          | Jeons Ji-hye                               | Corea del Sur                                                       |
| Garbura                            | Garbura                            | Josip Žuvan                                | Croacia, Serbia                                                     |
| A los libros y a las mujeres canto | A los libros y a las mujeres canto | María Elorza                               | España                                                              |
| Carbon                             | Carbon                             | Ion Bors                                   | Moldavia, Rumania, España                                           |
| Chevalier Noir                     | Chevalier Noir                     | Emad Aleebrahim Dehkordi                   | Francia, Alemania, Italia, Irán                                     |
| Den Store Stilhed                  | Den Store Stilhed                  | Katrine Brocks                             | Dinamarca                                                           |
| Fifi                               | Fifi                               | Jeanne Aslan, Paul Saintilan               | Francia                                                             |
| Foudre                             | Foudre                             | Carmen Jaquier                             | Suiza                                                               |
| Grand Marin                        | Grand Marin                        | Dinara Drukarova                           | Francia                                                             |
| La hija de todas las rabias        | La hija de todas las rabias        | Laura Baumeister                           | Nicaragua, México, Países Bajos, Alemania, Francia, Noruega, España |
| Miyamatsu to Yamashita             | Miyamatsu to Yamashita             | Masahiko Sato, Yutaro Seki, Kentaro Hirase | Japón                                                               |
| Nagisa                             | Nagisa                             | Takeshi Kogahara                           | Japón                                                               |
| Pokhar Ke Dunu Paar                | Pokhar Ke Dunu Paar                | Parth Saurabh                              | India                                                               |
| Secaderos                          | Secaderos                          | Rocío Mesa                                 | España                                                              |
| Something You Said Last Night      | Something You Said Last Night      | Luis de Filippis                           | Canadá, Suiza                                                       |

#### Zabaltegi-Tabakalera
Esta sección agrupa trabajos filmográficos de cualquier metraje donde se busca nuevas miradas y formas. Estos fueron los trabajos seleccionados para la sección:
Amarillo indica la película ganadora.
| Título en España                          | Título original                           | Director(es)                  | País                                 |
| ----------------------------------------- | ----------------------------------------- | ----------------------------- | ------------------------------------ |
| Le montagne                               | Le montagne                               | Thomas Salvador               | Francia                              |
| Las criaturas que se derriten bajo el sol | Las criaturas que se derriten bajo el sol | Diego Céspedes                | Chile, Francia                       |
| Trenque Lauquen                           | Trenque Lauquen                           | Laura Citarella               | Argentina, Alemania                  |
| A Human Position                          | A Human Position                          | Anders Emblem                 | Noruega                              |
| Amigas en un camino de campo              | Amigas en un camino de campo              | Santiago Loza                 | Argentina                            |
| Black Narcissus                           | Black Narcissus                           | Peter Strickland              | Reino Unido, Australia               |
| Carta a mi madre para mi hijo             | Carta a mi madre para mi hijo             | Carla Simón                   | España                               |
| Cerdita                                   | Cerdita                                   | Carlota Pereda                | España, Francia                      |
| Cuerdas                                   | Cuerdas                                   | Estibaliz Urresola            | España                               |
| Diarios                                   | Diarios                                   | Andrés Di Tella               | Argentina                            |
| El agua                                   | El agua                                   | Elena López Riera             | Suiza, Francia, España               |
| Godland                                   | Godland                                   | Hlynur Pálmason               | Dinamarca, Islandia, Francia, Suecia |
| Heartbeat                                 | Heartbeat                                 | Lee Changdong                 | Corea del Sur                        |
| El tercer cuaderno                        | Hirugarren koadernoa                      | Lur Olaizola                  | España                               |
| Manto de gemas                            | Manto de gemas                            | Natalia López Gallardo        | México, Argentina                    |
| Meet Me in the Bathroom                   | Meet Me in the Bathroom                   | Dylan Southern, Will Lovelace | Reino Unido                          |
| Mutzenbacher                              | Mutzenbacher                              | Ruth Beckermann               | Austria                              |
| Naname no rouka                           | Naname no rouka                           | Takayuki Fukata               | Japón                                |
| Nest                                      | Nest                                      | Hlynur Pálmason               | Dinamarca, Islandia                  |
| Nowhere to Go But Everywhere              | Nowhere to Go But Everywhere              | Erik Shirai, Masako Tsumura   | Japón                                |
| Piaffe                                    | Piaffe                                    | Ann Oren                      | Alemania                             |
| Po Sui Tai Yang Zhi Xin (A short story)   | Po Sui Tai Yang Zhi Xin (A short story)   | Bi Gan                        | China                                |
| Unrueh                                    | Unrueh                                    | Cyril Schäublin               | Suiza                                |

### Velódromo
| Título en España           | Título original            | Director(es)            | País              |
| -------------------------- | -------------------------- | ----------------------- | ----------------- |
| Black is Beltza II: Ainhoa | Black is Beltza II: Ainhoa | Fermin Muguruza         | España, Argentina |
| Rainbow                    | Rainbow                    | Paco León               | España            |
| Sintiéndolo mucho          | Sintiéndolo mucho          | Fernando León de Aranoa | España, México    |

### Made in Spain
| Título en España                      | Título original                       | Director(es)                | País              |
| ------------------------------------- | ------------------------------------- | --------------------------- | ----------------- |
| El color del cielo                    | El color del cielo                    | Joan-Marc Zapata            | España, Suiza     |
| La casa entre los cactus              | La casa entre los cactus              | Carlota González-Adrio      | España            |
| Alcarràs                              | Alcarràs                              | Carla Simón                 | España, Italia    |
| El amor en su lugar                   | El amor en su lugar                   | Rodrigo Cortés              | España            |
| El crítico                            | El crítico                            | Juan Zavala, Javier Morales | España            |
| Entre montañas                        | Entre montañas                        | Unai Canela                 | España            |
| La amiga de la amiga                  | La amiga de la amiga                  | Zaida Carmona               | España            |
| La maniobra de la tortuga             | La maniobra de la tortuga             | Juan Miguel del Castillo    | España, Argentina |
| Llenos de gracia                      | Llenos de gracia                      | Roberto Bueso               | España            |
| Mi vacío y yo                         | Mi vacío y yo                         | Adrián Silvestre            | España            |
| Tenéis que venir a verla              | Tenéis que venir a verla              | Jonás Trueba                | España            |
| Tequila, sexo, drogas y rock and roll | Tequila, sexo, drogas y rock and roll | Álvaro Longoria             | España            |
| Pacifiction                           | Pacifiction                           | Albert Serra                | España            |

## Palmarés

### Selección Oficial
- Concha de Oro: Los reyes del mundo de Laura Mora[2]
- Premio especial del jurado: Runner de Marian Mathias
- Concha de oro a la mejor dirección: Genki Kawamura de A Hundred Flowers
- Concha de Plata a la mejor interpretación protagonista: Paul Kircher por Le Lycéen & Carla Quílez por La maternal
- Concha de Plata a la mejor interpretación de reparto: Renata Lerman por El suplente
- Premio del jurado al mejor guion: Wang Chao & Dong Yun Zhou for A Woman
- Premio del jurado a la mejor fotografía: Manuel Abramovich por Pornomelancholia

### Other Official Awards
- Premio Kutxabank-New Directors: Fifi de Jeanne Aslan, Paul Saintillan
  - Mención especial: Pokhar Ke Dunu Paar de Parth Saurabh
- Premio Horizontes: Tengo sueños eléctricos by Valentina Maurel
- Premio Zabaltegi-Tabakalera: Godland de Hlynur Pálmason
- Premio del público: Argentina, 1985 de Santiago Mitre
- Premio del público a la mejor película europea: As bestas de Rodrigo Sorogoyen
- Premio Cooperación Española: Ruido de Natalia Beristáin
- Premio RTVE - Otra Mirada: El sostre groc de Isabel Coixet
  - Mención especial: Corsage (La Emperatriz Rebelde) de Marie Kreutzer
- Premio Irizar al Cine Vasco: Suro de Mikel Gurrea
  - Mención especial: A los libros y a las mujeres canto de María Elorza
- Premio TCM de la Juventud: A los libros y a las mujeres canto de María Elorza

### Other awards
- Premio Agenda 2030 Euskadi Basque Country: Tori y Lokita de Hermanos Dardenne
- Premio Nest: Montaña azul de Sofía Salinas & Juan David Bohórquez
  - Mención especial: Anabase de Benjamin Goubet
- Premio Dunia Asaya: Secaderos de Rocio Mesa
  - Mención especial: El sostre groc de Isabel Coixet
- Premio FIPRESCI: Suro de Mikel Gurrea
- Premio Feroz Zinemaldia: Los reyes del mundo de Laura Mora
- Premio Euskal Gidoigileen Elkartea: Secaderos de Rocio Mesa & Francisco Kosterlitz
- Premio Sebastiane: Something You Said Last Night de Luis de Filippis
- Premio Lurra Greenpeace: Alcarràs de Carla Simón
- Premio SIGNIS: Los reyes del mundo de Laura Mora
  - Mención especial: Runner de Marian Mathias

### Premio Donostia
- Juliette Binoche[5]
- David Cronenberg[5]